# Deutsche Cadre-71/2-Meisterschaft 1959/60

Veranstaltungsort: Düsseldorf

Die Deutsche Cadre-71/2-Meisterschaft 1959/60 ist eine Billard-Turnierserie und fand vom 26. bis zum 27. März 1960 in Düsseldorf zum 14. Mal statt.

## Geschichte
Leider war der Titelverteidiger Walter Lütgehetmann aus beruflichen Gründen nicht am Start. Dafür zeigte sich Siegfried Spielmann in bester Verfassung und siegte klar mit dem sehr guten Generaldurchschnitt von 24,48. Mit dieser Leistung konnte er durchaus optimistisch zur Europameisterschaft ins spanische Murcia reisen. Platz zwei und drei gingen an die beiden noch jungen und auch gut verbesserten Norbert Witte und Joachim Eiter vor Ernst Rudolph, der sich seit einiger Zeit mehr auf das Dreibandspiel konzentriert hatte.

## Modus
Es wurde im Round-Robin-Modus bis 300 Punkte gespielt.
Die Endplatzierung ergab sich aus folgenden Kriterien:
1. Matchpunkte
2. Generaldurchschnitt (GD)
3. Bester Einzeldurchschnitt (BED)
4. Höchstserie (HS)

## Teilnehmer (alphabetisch)
1. Josef Bolz (Billardsportclub 1934 Köln-Nippes)
2. Joachim Eiter (Billardgesellschaft Münster 1914)
3. Ernst Rudolph (Kölner Billard-Club 1908)
4. Siegfried Spielmann (Düsseldorfer Billardfreunde 1954)
5. Norbert Witte (Billardsportverein Essen)

### Abschlusstabelle
| Klassement                 | Klassement          | Klassement | Klassement | Klassement | Klassement | Klassement | Klassement |
| Platz                      | Name                | MP         | Pkte.      | Aufn.      | GD         | BED        | HS         |
| -------------------------- | ------------------- | ---------- | ---------- | ---------- | ---------- | ---------- | ---------- |
| 1                          | Siegfried Spielmann | 8:0        | 1200       | 49         | 24,48      | 30,00      | 119        |
| 2                          | Norbert Witte       | 4:4        | 1110       | 62         | 17,90      | 21,42      | 91         |
| 3                          | Joachim Eiter       | 4:4        | 951        | 65         | 14,63      | 18,75      | 78         |
| 4                          | Ernst Rudolph       | 4:4        | 965        | 66         | 14,62      | 20,00      | 102        |
| 5                          | Josef Bolz          | 0:8        | 972        | 78         | 10,15      | –          | 57         |
| Turnierdurchschnitt: 15,68 |                     |            |            |            |            |            |            |